# Хліна
Хліна (пол. Chlina) — село в Польщі, у гміні Жарновець Заверцянського повіту Сілезького воєводства.
Населення — 745 осіб (2011).
У 1975-1998 роках село належало до Катовицького воєводства.

## Демографія
Демографічна структура станом на 31 березня 2011 року:
|          | Загалом | Допрацездатний вік | Працездатний вік | Постпрацездатний вік |
| -------- | ------- | ------------------ | ---------------- | -------------------- |
| Чоловіки | 367     | 55                 | 252              | 60                   |
| Жінки    | 378     | 88                 | 195              | 95                   |
| Разом    | 745     | 143                | 447              | 155                  |